# Борнейська операція
Борнейська операція — кампанія 1945 року, яка була останньою великою операцією Союзників в південно-західній частині Тихого океану. Австралійський корпус, під командуванням генерала Леслі Моршеда, напав на японські окупаційні сили Борнейського острова. Сьомий американський флот, яким командував адмірал Кінкейд, зустрів опір з боку японського імператорського флоту і сухопутних сил у південній та східній частині Борнео, під керівництвом віце-адмірала Мішиакі Камада.
Перемогу у цій кампанії здобули союзні війська.

## Битви
- Битва за Таракан (1945) (1 травня — 21 червня 1945)
- Операція «Oboe Six» (10 червня — 15 серпня 1945)
- Північно-Борнейська операція (16 червня — 15 серпня 1945)
- Битва за Балікпапан (1 — 21 липня 1945)